# 奥塔尔·洛尔德基帕尼泽
奥塔尔·洛尔德基帕尼泽（1930年10月30日—2002年5月19日）是一位格鲁吉亚考古学家，知名于对科爾基斯和伊比利亞遗址的考古研究以及对阿契美尼德帝国对南高加索的文化影响的研究，其子戴维·洛尔德基帕尼泽也是考古学家。